# Nationalpark Helvetinjärvi
Der Nationalpark Helvetinjärvi, originalsprachlich Helvetinjärven kansallispuisto (finnisch) und Helvetinjärvi nationalpark (schwedisch), ist ein Nationalpark im Gebiet des Sees Helvetinjärvi („Höllensee“) in Finnland. Er wurde 1982 gegründet, ist 49,8 Quadratkilometer groß und erstreckt sich zwischen Ruovesi im Osten, Virrat im Norden, dem Nationalpark Seitseminen im Westen und Kuru im Süden.
Die vor 200 Millionen Jahren geschaffene Landschaft mit ihren zerklüfteten Wäldern inspirierte schon im 19. Jahrhundert Dichter und Künstler wie Johan Ludvig Runeberg oder Akseli Gallén-Kallela. Größte Sehenswürdigkeit des Nationalparks ist der Felsspalt Helvetinkolu („Höllenkluft“), über den der Besucher eine kleine Schutzhütte und eine Badestelle am Helvetinjärvi erreichen kann.
Den Nationalpark erreicht man entweder zu Fuß über den Wanderweg Pirkan Taival von Ruovesi und Virrat oder mit dem Kraftfahrzeug über eine Zufahrtsstraße von Ruovesi. Der Park besitzt mehrere kleine Zeltstellen.